# 瓦尔姆斯罗特
瓦尔姆斯罗特是德国莱茵兰-普法尔茨州的一个市镇。总面积5.91平方公里，总人口430人，其中男性215人，女性215人（2011年12月31日），人口密度73人/平方公里。